# Podziemny krąg (film)
Podziemny krąg (ang. Fight Club) – amerykański thriller psychologiczny neo-noir z 1999 roku w reżyserii Davida Finchera zrealizowany na podstawie książki Chucka Palahniuka pod tym samym tytułem.

## Opis fabuły
Film opowiada o człowieku, który znalazł się na życiowym zakręcie. Poznajemy go w krytycznej sytuacji w opróżnionym wieżowcu, z którego ma niedługo widzieć jak wysadzane są sąsiednie biurowce, będące siedzibami firm obsługujących karty kredytowe. W ustach ma pistolet trzymany przez kogoś innego. Główny bohater, określony jako Narrator (Edward Norton, chociaż według napisów nazywa się Jack), to trzydziestoparoletni yuppie, który wydawać by się mógł wybrańcem losu: ma dobrze płatną pracę, perspektywę awansu, eleganckie mieszkanie. Odczuwa jednak wewnętrzną pustkę, sukces nie sprawia mu radości, dręczy go poczucie niespełnienia. Do tego stopnia dał się wciągnąć w wyścig szczurów, nazywany eufemistycznie „samodoskonaleniem”, że zapadł na chroniczną bezsenność. Dość niespodziewanie pomaga mu udział w terapeutycznych grupach wsparcia, gdzie poznaje bezczelną i cyniczną Marlę (Helena Bonham Carter), która zbiorową psychoterapię traktuje jako darmową rozrywkę. Świadomość obecności widza (Marli) powoduje, że udział w grupach przestaje mu pomagać.
Pewnego dnia w samolocie Jack poznaje tajemniczego Tylera Durdena (Brad Pitt), który zarabia na życie handlując mydłem. Durden to ucieleśnienie marzeń człowieka: nie daje się kontrolować przez innych i stawia swoje cele na pierwszym miejscu, za nic ma „samodoskonalenie”. Uważa też, że człowiek rozwija się, doświadczając bólu i nieszczęść. Gdy, przez wybuch gazu, mieszkanie bohatera zostaje zdemolowane, Tyler mu pomaga. Tyler mieszka w dziwacznej ruderze, która cudem się trzyma. Prosi on Narratora, aby uderzył go najmocniej jak potrafi. Bijatyki stały się sposobem uwolnienia siebie od problemów, zaczęli bić się co tydzień.
Do regularnych walk dołączają się na własne życzenie kolejni mężczyźni. Wkrótce Tyler zaczyna spotykać się z Marlą, za którą narrator nie przepada. Wszystkie bijatyki zostają wkrótce zorganizowane w sekretne kluby walki. Ich członkowie swoje frustracje i agresję wyładowują najpierw w zorganizowanych walkach, później także w aktach wandalizmu i terroru. Sytuacja zaczyna się jednak rozwijać w kierunku, coraz mniej pasującym bohaterowi.

## Obsada
- Brad Pitt – Tyler Durden
- Edward Norton – Jack, narrator
- Helena Bonham Carter – Marla Singer
- Jared Leto – Angel Face
- Meat Loaf – Robert „Bob” Paulsen
- Zach Grenier – Richard Chesler
- David Andrews – Thomas
- Rachel Singer – Chloé
- Tim De Zarn – inspektor Bird
- Ezra Buzzington – inspektor Dent
- Thom Gossom Jr. – detektyw Stern
- David Lee Smith – Walter
- Peter Iacangelo – Lou
- Pat McNamara – komisarz Jacobs
- Christopher Fields – właściciel pralni chemicznych
- Michael Shamus Wiles – barman w Aureoli
- Richmond Arquette – stażysta
- Michael Girardin – detektyw Walker

## Produkcja
Film nakręcono w Los Angeles.
Początkowo rolę Tylera Durdena miał zagrać Sean Penn. Courtney Love była brana pod uwagę przy obsadzaniu roli Marli, którą ostatecznie zagrała Helena Bonham Carter.
Brad Pitt i Edward Norton, przygotowując się do realizacji filmu, trenowali boks, taekwondo i chwyty. Ponadto, Pitt nawet ukruszył sobie ząb, by jego rola była bardziej wiarygodna.

## Wyróżnienia
- Podziemny krąg znalazł się na 6. miejscu w plebiscycie przeprowadzonym przez brytyjski magazyn Empire na Najlepszy film w historii kina (2001).
- Postać Tylera Durdena (Pitt) znalazła się na 1. miejscu rankingu 100 najlepszych filmowych postaci przeprowadzonym również przez Empire[3].
- Film zajął 8. miejsce w rankingu na Najlepszy kultowy film. Ranking został przeprowadzony przez magazyn Entertainment Weekly w 2003 roku.
- W 2005 r. film zajął 4. miejsce na liście 100. najlepszych obrazów wszech czasów. Plebiscyt został przygotowany przez redaktorów brytyjskiego magazynu Total Film.
- Film ten zajął 7. miejsce w rankingu na Film wszech czasów przygotowanym przez czytelników pisma Cinema, które jest wydawane w Monachium. Głosowanie odbyło się w 2006 roku.
- Fight Club został umieszczony na liście 50. filmów, które trzeba zobaczyć przed śmiercią. Listę ogłosiła brytyjska telewizja Channel 4.
- Pitt, który wcielił się w rolę Durdena zajął 2. miejsce na Najlepszy filmowy czarny charakter roku 2000. Wybrany został przez czytelników Serwisu Filmowego Stopklatka w ramach organizowanych, co roku Internetowych Nagród Filmowych.
- Obraz na Festiwalu Filmowym w Wenecji nazwano Mechaniczną pomarańczą lat 90[4].